# Morella (povestire)
„Morella” este o povestire de horror gotic a scriitorului american Edgar Allan Poe, care a fost publicată pentru prima dată în aprilie 1835 în revista Southern Literary Messenger. 

## Rezumat
Un narator nenumit se căsătorește cu Morella, o femeie cu un spirit deosebit de cultivat și care cunoștea scrierile mistice ale filozofilor germani Fichte și Schelling, care tratau problema identității. Morella își petrece timpul citind în pat și inițiindu-și soțul în înțelesul straniu al acelor filozofii. Dându-și seama de deteriorarea fizică a sănătății ei, naratorul se sperie și începe să dorească moartea soției sale și pacea eternă. În cele din urmă, Morella moare la naștere afirmând profetic: „Îți spun din nou că am să mor acum. Dar duc în mine o parte din dragostea - ah, cât de mică - pe care mi-ai dăruit-o mie, Morellei. Și când sufletul îmi va porni în cea din urmă călătorie, copilul va trăi - copilul tău și al meu, al Morellei.”.
Pe măsură ce fata crește, naratorul observă că ea are o asemănare tot mai stranie cu mama ei, dar refuză să-i dea copilului un nume. În preajma celei de-a zecea aniversări a nașterii ei asemănarea cu Morella devine înfricoșătoare. Tatăl ei decide să o boteze pentru a elibera orice rău din ea, dar acest eveniment aduce înapoi sufletul mamei în fiica ei. La ceremonie, preotul întreabă care va fi numele fetei, la care naratorul răspunde „Morella” aproape fără să-și dea seama. Imediat, fiica strigă: „Iată-mă!” și moare. Naratorul poartă cu brațele sale corpul fetei până la mormânt și nu găsește nicio urmă a primei Morella în cavoul în care a așezat-o pe cea de-a doua.

## Istoricul publicării
„Morella” a fost publicată pentru prima dată în ediția din aprilie 1835 a revistei Southern Literary Messenger, iar o versiune revizuită a fost retipărită în ediția din noiembrie 1839 a revistei Burton's Gentleman's Magazine. Prima publicare a inclus și o poezie de 16 versuri a lui Poe intitulată „Hymn” presupusă a fi cântată de Morella și publicată ulterior ca un poem de sine stătător cu titlul „A Catholic Hymn”.

## Traduceri în limba română
Prima traducere în limba română a fost publicată sub pseudonimul Tolla în ziarul Curierul de Iași, anul IX, 8 octombrie 1876, nr. 111, pp. 1-2; această traducere a fost reeditată apoi în revista Arhiva Societății științifice și literare (anul XVIII, 1907, nr. 10, pp. 428-433),:p. 330 în ziarul Evenimentul (anul XVII, 1909, nr. 17, pp. 1-2 și nr. 18, pp. 1-2) și în volumul E.A. Poe, Prăbușirea Casei Usher. Schițe, nuvele, povestiri (Editura Univers, București, 1990, pp. 527-531). La reeditarea din 1907, Radu Manoliu a atribuit această traducere lui Mihai Eminescu. 
Există însă o controversă cu privire la autorul acestei traduceri: Mihai Eminescu, Veronica Micle sau ambii. Cercetătorul Liviu Cotrău presupune că Veronica Micle a realizat o variantă brută a traducerii, pe care Eminescu ar fi cizelat-o și ar fi publicat-o în ziarul Curierul de Iași (la care era redactor-administrativ). În urma ruperii ulterioare a relațiilor între Mihai Eminescu și Veronica Micle, poetul a aruncat în foc într-un acces de furie manuscrisul traducerii, mărturisindu-i acest lucru fostei sale iubite („am pus-o însumi pe foc”, adăugând că „aceasta e soarta tuturor manuscriselor câte se tipăresc”). Într-o scrisoare scrisă în limba franceză probabil în iulie 1880, Veronica Micle îi răspunde, deplângând acest gest: „Pauvre Morella! Vous l'avez mis au feu? Et pourqoi cela? Vous-a-te-elle jamais fait quelque mal? Mais j'oublie, ce sont toujours les innocents qui subisent le martyre!” („Sărmana Morella! Ați pus-o pe foc? Și pentru ce? V-a făcut ea vreun rău? Dar uit - nevinovații sunt mereu cei care îndură martiriul!”), evocând perioada de iubire în care fusese tradusă povestirea lui Poe: „Eu nu eram atât de expansivă în iubirea mea, cred că ți-ai dat prea bine seama, motivul, eu te iubeam cum rar se iubește pe pământ și cum pot afirma că nu vei mai fi iubit”.
Povestirea a fost tradusă apoi de Ion Achimescu (publicată în revista Liga literară din București, anul II, 1894, nr. 1, pp. 17-23),:p. 4:p. 199 de Panaite Zosin (publicată în ziarul Românul din București, anul XXXVIII, 1894, nr. 423, pp. 17-23) și de Barbu Constantinescu (inclusă în volumul Nuvele extraordinare, editat în 1910 de Edit. Librăriei Socec & Co. din București, în Biblioteca Populară Socec, nr. 101-103, pp. 224-235). Au existat și traduceri anonime publicate în Țara (anul II, 1904, nr. 543-545) și în Presa (anul I, 21 martie 1923, nr. 6).
O traducere mai nouă a fost realizată de Mihu Dragomir și Constantin Vonghizas (publicată în vol. Scrieri alese, editat în 1969 de Editura pentru Literatură Universală din București, traducerea fiind reeditată și de alte edituri). O altă traducere a fost realizată de Liviu Cotrău și publicată în volumul Masca Morții Roșii: schițe, nuvele, povestiri (1831-1842), editat în 2012 de Editura Polirom din Iași.

## Analiză
Decizia naratorului de a-și numi fiica Morella implică dorința sa subconștientă ca ea să moară, la fel cum a avut-o și pentru mama ei. Allen Tate a sugerat că renașterea Morellei ar putea reprezenta transformarea ei într-un vampir pentru a se răzbuna pe narator.
Poe explorează ceea ce se întâmplă cu identitatea omului după moarte, sugerând că în cazul în care identitatea a supraviețuit morții ea ar putea exista în afara corpului uman și ar putea reveni în organisme noi. El a fost parțial influențat de teoriile identității ale lui Friedrich Wilhelm Joseph Schelling, pe care le menționează în povestire.
Există o serie de posibile origini pentru numele „Morella”. Acesta este numele de Venerabilei Mame Juliana Morell (1595–1653), care a fost cea de-a patra Grație și a zecea Muză într-un poem al poetului Lope de Vega. „Morel” este numele englezesc al umbrei nopții, o buruiană otrăvitoare asemănătoare cu cea din care provine alcaloidul belladonna. Exista pe atunci la Presburg (în prezent Bratislava) o casă renumită pentru magia neagră în care se spune că Morella și-a primit educația.

### Teme majore
Poe include tema soției muribunde sau moarte în mai multe dintre povestirile sale (vezi și „Berenice”, „Ligeia”), precum și pe cea a învierii sau a comunicării de dincolo de mormânt (vezi și „Eleonora”, „Prăbușirea Casei Usher”).

## Adaptări
„Morella” este titlul unei părți din filmul Povești de groază (Tales of Terror, 1962) al lui Roger Corman. Rolurile principale sunt interpretate de Vincent Price, Peter Lorre și Basil Rathbone. Filmul conține alte două părți numite după „Pisica neagră” și „Faptele în cazul domnului Valdemar”.
Povestirea a fost vag adaptată în filmul The Haunting of Morella (1990), regizat de Jim Wynorski.
Un film cu același nume este în prezent în curs de producție la Oklahoma și Hollywood de către producătorii executivi Adam Ropp și Ford Austin, după un scenariu scris de Adam Ropp. Distribuția îi include pe Ford Austin, pe nominalizatul cu Globul de Aur  Tom Sizemore, pe câștigătoarea premiului Oscar Margaret O'Brien, pe  Randal Malone, Marc Wasserman și Jennifer Arcuri. Lansarea urma să aibă loc în decembrie 2013, dar a fost amânată până la o dată neprecizată din cauza dificultăților financiare de producție.